# Вкрадений поїзд
«Вкрадений поїзд» — радянсько-болгарський військово-пригодницький фільм 1970 року, спільне виробництво Кіностудії ім. М. Горького (СРСР) і Студії художніх фільмів (Софія, Болгарія).

## Сюжет
Фільм заснований на документальному матеріалі, про втечу з Болгарії військових злочинців, які намагалися вивезти з країни архіви. Спільними зусиллями болгарських партизанів і радянських воїнів архіви були врятовані.

## У ролях
- Стефан Ілієв —  капітан Андрій Черкезов
- Георгі Калоянчев —  полковник Тушев
- Борис Арабов — царський міністр
- Всеволод Санаєв —  генерал Іван Васильович
- Анатолій Кузнецов —  генерал Петро Петрович
- Борис Токарєв —  Рубашкін
- Роман Хомятов — Козлов
- Михайло Глузський —  полковник абверу
- Уно Лойт —  генерал Штенкенбауер
- Альфред Ребане —  німецький посланник
- Маурі Раус —  обер-лейтенант
- Іван Рижов — водій
- Юрій Саранцев — командир десантників
- Сергій Гурзо —  Панькин
- Добринка Станкова —  Саша
- Доротея Тончева —  Дарина
- Олег Голубицький —  капітан
- Ігор Кваша —  болгарський міністр

## Знімальна група
- Режисер: Володимир Янчев
- Автори сценарію:  Семен Нагорний, Антон Антонов-Тоніч, Володимир Янчев
- Оператор: Іван Цонев
- Художник-постановник: Семен Веледницький, Іскра Лічева
- Композитор: Петер Ступель
- Звукорежисер:  Дмитро Флянгольц